# Wolfgang Pisa
Wolfgang Pisa OFMCap. (ur. 6 lipca 1965 w Karatu) – tanzański duchowny katolicki, biskup diecezjalny Lindi od 2022.

## Życiorys
Urodził się 6 lipca 1965 w Karatu (diecezja Mbulu). W 1990 roku wstąpił do Zakonu Braci Mniejszych Kapucynów. Po nowicjacie (1991-1992) studiował filozofię w Centrum Formacyjnym Zakonu w Lusace w Zambii (1992-1994) oraz teologię w Kolegium Ojców Salwatorianów Uniwersytetu Jordana w Morogoro (1995-1999). W latach 2009–2011 oraz 2017-2019 studiował teologię moralną na Katolickim Uniwersytecie Ameryki w Waszyngtonie. Śluby wieczyste złożył 15 sierpnia 1998, a święcenia kapłańskie przyjął 1 września 1999.
Po święceniach kapłańskich pełnił następujące funkcje: wykładowcy i formatora w niższym seminarium duchownym Zakonu Braci Mniejszych Kapucynów w Moshi (1999-2000) (2003-2005); Bachelor of Arts w zakresie studiów rozwojowych i geografii , Dar-es-Salaam State University; rektora niższego seminarium w Maua w Moshi (2005-2008); Minister prowincjalny Braci Mniejszych Kapucynów w Tanzanii (2011-2017); posługiwał duszpastersko w parafii Kibaigwa, Archidiecezja Metropolitalna Dodoma (2019-2020). Od 2020 roku był proboszczem parafii Kwangulelo i wykładowcą na Uniwersytecie św. Augustyna w Arushy.
9 kwietnia 2022 papież Franciszek mianował go biskupem diecezjalnym Lindi. Sakry udzielił mu 26 czerwca 2022 arcybiskup Beatus Kinyaiya.